# Es Sider
Es Sider — ливийская высококачественная марка нефти с низким содержанием серы. Входит в корзину ОПЕК.
Цена экспортной ливийской нефти Es Sider жестко привязана к биржевым котировкам европейского сорта Brent и включает в себя следующие сорта:
- Es Sider (36-37° API)
- EI Sharara (44° API)
- Zueitina (42° API)
- Bu Attifel (41° АРI)
- Brega (40° API)
- Sirtica (40° API)
- Sarir (38° API)
- Amna (36° API)
- EI Bouri (26° API)